# Ушаков, Василий Иванович
Василий Иванович Ушаков (1929, Ломовка — 16 марта 1994, Зеленоград) — российский специалист в области микроэлектроники и чистых помещений.

## Биография
После окончания школы служил в армии. В 1959 году окончил институт цветных металлов и золота в Красноярске. После окончания института Василий Ушаков поступил в аспирантуру Московского геологоразведочного института им. Серго Орджоникидзе.
В 1965 году он защитил кандидатскую диссертацию и начал преподавательскую деятельность. Он работал в технических ВУЗах Красноярска, в политехническом институте в Курске, в Московском горном институте (сейчас — Горный институт НИТУ «МИСиС»).
В 1983 году Василий Ушаков защитил докторскую диссертацию: Теория процессов в воздухопроводных сетях рудников и шахт и нормализация параметров воздуха для пневмоприводов горных машин : диссертация … доктора технических наук : 05.05.06. — Москва, 1983. — 473 с. : ил., и становится профессором.
С 1985 года он работает на кафедре технической механики в Московском институте электронной техники (Зеленоград).
Василий Ушаков был организатором нескольких Всесоюзных научных конференций по микроэлектронике.
Умер 16 марта 1994 года от рака. Похоронен на Зеленоградском кладбище.

## Научные труды
Автор научных публикаций в области экологии микроэлектроники и теории чистых производственных помещений. Сочинения:
- Николаевский Е. В., Ушаков В. И. Виброзащита оборудования в электронной промышленности : Материалы к 3-й науч.-техн. конф. «Экология микроэлектроники-90» / Под ред. Ушакова В. И.; Моск. ин-т электрон. техники. — М.: МИЭТ, 1990. — 101 с. : ил.; 20 см.
- Каракеян В. И., Ушаков В. И., Дащинская Л. И., «Физиолого-гигиенические аспекты организации чистых производственных помещений». М. МИЭТ, 1986 г.
- Каракеян В. И., Редин В. М., Ушаков В. И. и др. Производственно-технологическая экология изделий электронной техники и принципы организации чистых помещений.// Под ред. Ушакова В. И., М.: МИЭТ, 1988, 77с.